# Салонг, Бернхард
Бернхард (Бернард) Салонг (эст. Bernhard Salong; 28 сентября 1914, Ревель — 18 апреля 1986, Таллин) — советский боксёр, бронзовый призёр чемпионата СССР в полутяжёлой весовой категории, судья всесоюзной категории.

## Биография
Увлёкся боксом в 1929 году, занимался в Таллине в клубе «Спорт» под руководством Н. П. Маатсоо. Выступал за клуб «Динамо» (Таллин).
Выпускник Таллинского техникума физической культуры 1952 года.
По завершении спортивной карьеры работал тренером по боксу и судил боксёрские поединки.
Почётный член клуба «Калев» с 1973 года.

## Спортивные результаты
- Чемпионат СССР по боксу 1944 года — ;